# Адамава-убангийские языки
Адама́ва-убанги́йские языки (устар. адамауа-восточные языки) — семья в составе нигеро-конголезских языков. Распространены на востоке Нигерии, севере Камеруна, юге Чада, в Центральноафриканской республике, Демократической Республике Конго, Южном Судане. Общее число говорящих на адамава-убангийских языках — около 7 млн человек: подсемья адамава — около 2 млн человек. (в том числе мумуйе — 400 тыс., тупури — 215 тыс., мунданг — 205 тыс.), убангийская подсемья — около 5 млн человек (в том числе занде — 1 млн. 150 тыс., нгбака — 1 млн, банда — 670 тыс., гбайя — 650 тыс.) (оценка, 2000). К данной семье также принадлежит креольский язык санго.

## Классификация
Адамава-убангийские языки включают около 150 языков. Согласно одной из последних классификаций, они делятся на 2 подсемьи — адамава и убангийскую.
Подсемья адамава состоит из 6 ветвей (около 90 языков).
1. Ваджа-джен объединяет группы:
ваджа (тула, бангвинджи, ваджа, дадийя, цобо, дикака (чам-мона, диджим-бвилим), каму, авак);
лонгуда;
джен [лелау (мунга-лелау), минганг досо (досо, мунга-досо), джен (нзанги), кьяк, бурак, махди, моо, ло, мак, тха];
юнгур [мбои, либо (каан), роба (лала-роба), юнгур (воро-бена)].
2. Леко-нимбари включает группы:
леко [подгруппа чамба — леко, мумбаке (ндагам, ньонг) и донга; вом, колбила];
дуру [дупа, дии, папе, сари; дули (мёртвый); намши (дояйо, севе), гимниме, гимме, кома, вере (мом джанго), воко (лонгто), пере (котопо, кутин)];
нимбари;
мумуйе-янданг (генгле, кумба, мумуйе (ранг, пангсенг, зинна), вака, теме; янданг, кпасам, бали, кугама).
3. Мбум-дай объединяет группы:
мбум [каре, каранг, нзакамбай, пана, куо, дама, ндаи, моно, мамбай (мангбаи), мунданг, тупури, мбум, дек, лака, пам];
буа (буа, болго, бон гула, гула иро, коке, ньелим, ной, тунья, зан гула, фанья);
ким [бесме, гундо, ким (маса)];
дай.
4. Фали.
5. Кам.
6. Ква (ба).
В подсемью адамава входят также 3 неклассифицированных языка: обло, геве (мёртвый), ла’би.
Убангийская подсемья делится на 5 ветвей (около 60 языков).
1. Гбайя-мандза-нгбака: сума, бокото, гбану, гбайя, али, бофи, бондзо, мандза (манжа), нгбака, банганду.
2. Банда (центральная): гобу, кпагва, банда (группа диалектов или близкородств. языков), моно, нгунду, лангбаши, мбандза, нгбунду.
3. Занде (южная): барамба, памбиа, геме, кпатили, нзакара, занде.
4. Нгбанди — группа диалектов: нгбанди, якома, мбанги, денди.
5. Сере-нгбака-мба включает группы:
мба [донго, мба, ма (амади), ндунга];
нгбака [бангба, майого, мунду, бака, бомасса, гунди, ганзи, нгомбе, нгбака, буака (гилима, нгбака ма’бо), бурака, гбанзири, кпала, мондзомбо, янго];
сере (фероге, мангаят, индри, тогойо, баи, бвири, ндого, сере, тагбу). Среди языков этой группы особое место занимает язык санго (креольский язык на основе нгбанди), играющий роль лингва франка на обширной территории центральной Африки.

## Типология
В типологическом отношении адамава-убангийские языки неоднородны; есть языки с преобладанием агглютинации (например, мба), изоляции (ндого), со смешанной типологией (мбум).

## Фонология
Фонологические системы содержат до 7 и более гласных; среди согласных часты лабиовелярные (kp, gb), имплозивные ɓ, ɖ, разнообразные аффрикаты, палатальные. Сочетания согласных редки, слог имеет преим. структуру «согласный+гласный» или «согласный+гласный+согласный». Адамава-убангийские языки — тоновые, встречаются до 4 высотных регистров, возможны контурные тоны (восходящий и нисходящий); тоны различают как лексические, так и грамматические значения.

## Морфология
В морфологии многих языков представлены именные классы (обозначаемые суффиксами), по наличию и отсутствию которых адамава-убангийские языки делятся на 2 класса независимо от генетической группировки (например, в группе адамауа именные классы есть в лонгуда, тула и отсутствуют в мбум, чамба, мумбаке; в убангийской группе они есть в мба, но нет в ндого и т. д.). Количество классов различно по языкам (в тула — 6, в мба — 8 и т. п.), наборы классов единственного и множественного числа не симметричны (например, в мба 5 классов единственного числа и 3 — множественного числа), причём разные существительные одного класса единственного числа могут соотноситься с разными классами множественного числа. Имеется согласование прилагательных и приименных местоимений (указательные, притяжательные). В системе личных местоимений некоторые адамава-убангийские языки различают формы инклюзива и эксклюзива. У числительных встречаются десятичные и пятеричные системы счисления. В глаголе имеются категории аспектуальности и времени, которые выражаются с помощью суффиксов, вспомогательных глаголов, частиц. Среди аспектуальных значений основное — перфектив-имперфектив; встречаются суффиксальные формы итератива, интенсива, каузатива, бенефактива. В категории времени встречаются особые формы близкого/далёкого прошедшего и будущего. В синтаксисе представлен тип «подлежащее+сказуемое+(прямое) дополнение», обстоятельство времени может занимать конечную или начальную позицию в предложении; прилагательные, указательные местоимения, числительные обычно следуют за существительным. Притяжательгые конструкции строятся по модели «обладаемое+обладатель», при этом возможно различение отчуждаемой и неотчуждаемой принадлежности; ср. в языке cepe: kere ndi ni ‘корзина женщины’ (отчуждаемая принадлежность, показатель ndi) — ti mbongo ‘бивень’ (букв. ‘зуб слона’; неотчуждаемая принадлежность, без показателя ndi).

## Письменность
Адамава-убангийские языки в большинстве бесписьменные.

## История изучения
Адамава-убангийские языки — одни из наименее изученных языков Африки. Не изучены история их возникновения и этапы развития. Первые описания отдельных языков появляются в начале XX в., их авторы — французские и немецкие миссионеры, колониальные служащие. С середины XX в. внимание к адамава-убангийским языкам возрастает. Как особая генетическая общность они были выделены Дж. Гринбергом (1955) под названием адамава-восточные; в существовавшей ранее классификации Д. Вестермана эти языки относились к суданским языкам и объединялись с языками, которые современные учёные относят к чадским, кордофанским, нило-сахарским. В 1971 американский учёный У. Самарин предложил называть их адамава-убангийскими; это название ныне общепринято. Внутренняя классификация адамава-убангийских языков не окончательна. Пересматривалась также классификация их в составе нигеро-конголезских языков; в настоящее время они сближаются с языками гур; это решение остаётся гипотетическим.